# Kodeks 0173
Kodeks 0173 (Gregory-Aland no. 0173; Soden α 1018) – grecki kodeks uncjalny Nowego Testamentu na pergaminie, paleograficznie datowany na V wiek. Rękopis przechowywany jest we Florencji. Do naszych czasów zachował się fragment jednej karty kodeksu.

## Opis
Do dziś zachowała się 1 uszkodzona karta kodeksu, z tekstem Listu Jakuba 1,15-27. Według rekonstrukcji karta kodeksu miała rozmiary 7,5 na 6 cm. Tekst pisany jest jedną kolumną na stronę, w 9 linijkach w kolumnie (według rekonstrukcji).

## Tekst
Tekst fragmentu reprezentuje aleksandryjską tradycję tekstualną. Kurt Aland zaklasyfikował go do kategorii II.

## Historia
INTF datuje rękopis na V wiek. Rękopis został znaleziony w Oksyrynchos. Jako miejsce prawdopodobnego powstania kodeksu wskazywany jest Egipt.
Na listę rękopisów Nowego Testamentu wciągnął go Ernst von Dobschütz, dając mu numer 0173.
Facsimile fragmentu opublikował Ermenegildo Pistelli oraz Mario Naldini w 1965.
Rękopis jest przechowywany w Biblioteka Laurenziana (PSI 5) we Florencji.